# Амзибашевский сельсовет
Амзибашевский сельсовет — муниципальное образование в Калтасинском районе Башкортостана.

## История
Согласно «Закону о границах, статусе и административных центрах муниципальных образований в Республике Башкортостан» имеет статус сельского поселения.

## Население
| 2002 | 2009  | 2010 | 2012 | 2013 | 2014 | 2015 |
| ---- | ----- | ---- | ---- | ---- | ---- | ---- |
| 985  | ↗1002 | ↘757 | ↗769 | ↘752 | ↘747 | ↘716 |
| 2016 | 2017  | 2018 |      |      |      |      |
| ↘689 | ↘651  | ↘618 |      |      |      |      |

## Состав сельского поселения
| № | Населённый пункт | Тип населённого пункта          | Население |
| - | ---------------- | ------------------------------- | --------- |
| 1 | Амзибаш          | деревня, административный центр | ↘417      |
| 2 | Козлоялово       | деревня                         | ↘151      |
| 3 | Чашкино          | деревня                         | ↘88       |
| 4 | Красный Яр       | деревня                         | ↘76       |
| 5 | Кангулово        | деревня                         | ↘14       |
| 6 | Новый Амзибаш    | деревня                         | ↘11       |